# Simpsonichthys alternatus
Simpsonichthys alternatus är en fiskart som först beskrevs av Costa och Brasil, 1994.  Simpsonichthys alternatus ingår i släktet Simpsonichthys och familjen Rivulidae. Inga underarter finns listade i Catalogue of Life.